# Minar-i Chakri

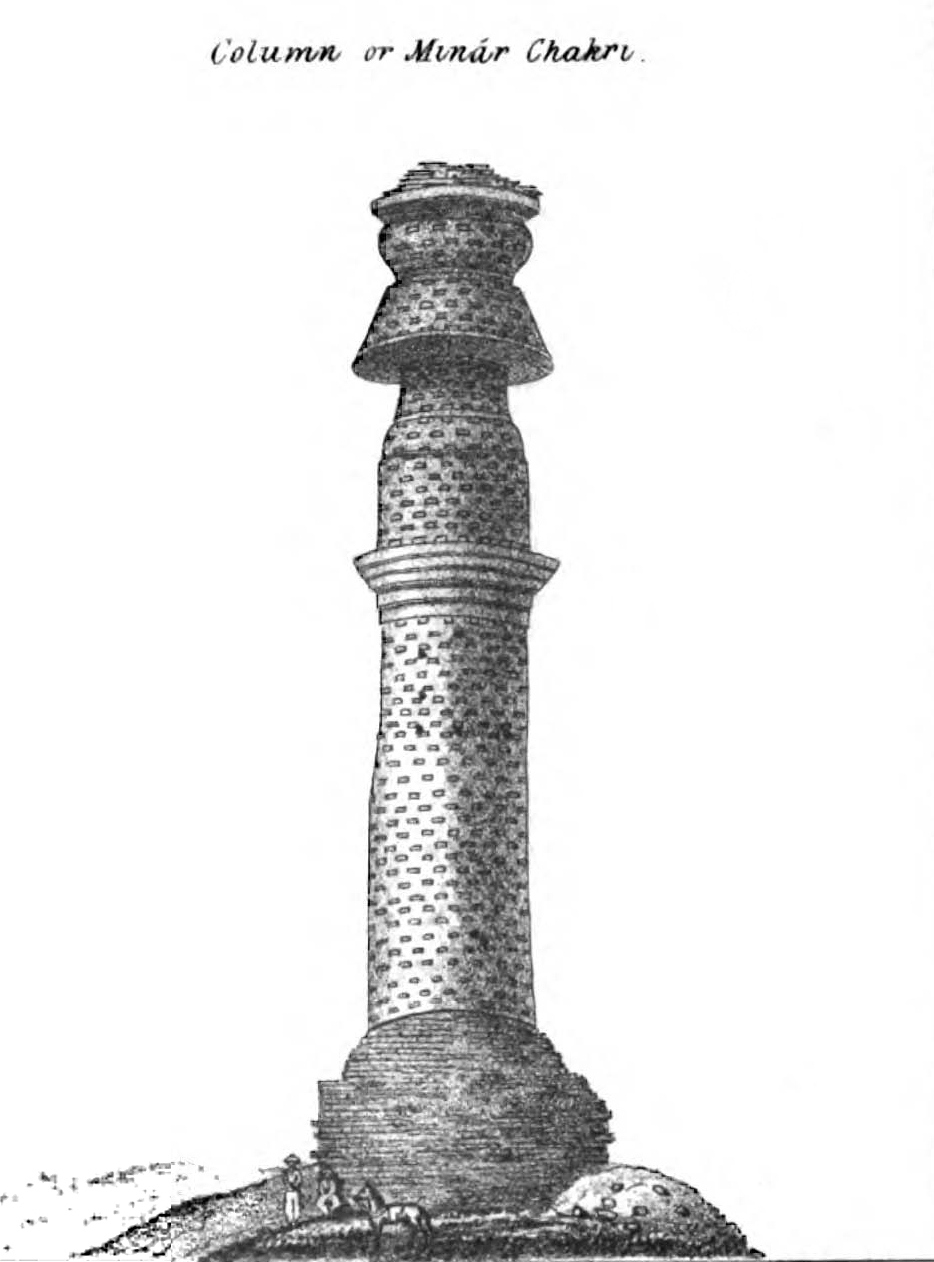
Minar-i Chakri im Jahr 1836, gezeichnet von Charles Masson

Minar-i Chakri (oder Minar-i Chakari; zur Bedeutung s. u.) war eine 28,5 Meter hohe Säule aus behauenen Steinen auf einem Bergrücken 16 Kilometer Luftlinie südöstlich Kabuls in Afghanistan. Sie war eines von zahlreichen buddhistischen Bauwerken, die zur Zeit des Kuschanareiches im Bereich des Kabultals errichtet worden waren und wird auf das Ende des 1. oder an den Beginn des 2. Jahrhunderts n. Chr. datiert. Abgesehen vom fehlenden oberen Abschluss blieb das Monument bis in die 1980er Jahre relativ gut erhalten, wurde aber während des sowjetisch-afghanischen Krieges von Panzergeschossen schwer beschädigt und stürzte im März 1998 in sich zusammen.

## Lage
Minar-i Chakri lag unmittelbar am nördlichen Abhang der Shakh Baranta-Hügelkette, die hier 600 Meter zur Ebene von Kabul abfällt. Von oben sind die Stadt und im Hintergrund die schneebedeckten Berge des Hindukusch zu sehen. Nach Süden schließt sich eine Hochebene bis zu einer weiteren Bergkette mit Gipfeln von über 3000 Metern an. Die Säule lag als weithin sichtbare Markierung an einem alten Handels- und Pilgerweg, der nächsten Verbindung, die von der regionalen Hauptstadt des griechisch-baktrischen Reichs Alexandria am Kaukasus, nahe dem heutigen Tscharikar 65 Kilometer nördlich von Kabul, über den 1900 Meter hohen Khurd Kabul-Pass im Südosten Richtung Dschalalabad und Indien führte. Unter der Herrschaft der Kuschanas wurde die griechische Provinz (Satrapie) Paropanisadai in Kabulistan umbenannt und die Provinzverwaltung nach Kabul verlegt. Während der Regierungszeit von König Vima Kadphises begann ab etwa 100 n. Chr. die Ausdehnung des Reichs nach Indien und der wirtschaftliche Aufschwung, was sich im Bau von buddhistischen Monumenten und Klosteranlagen rund um die Hauptstadt widerspiegelte. Dazu gehörte auch der Bau zweier buddhistischer Säulen (Sanskrit Stambha) im Süden der Stadt: der näher und am Fuß des Berges gelegene 19 Meter hohe Surkh Minar („roter Turm“), der bei einem Erdbeben im Frühjahr 1965 einstürzte, und der Minareh Syah („schwarzer Turm“) auf dem Berg, welcher im 19. Jahrhundert den Namen Minar-i Chakri erhielt.

## Neuentdeckung und Untersuchungen
Wie es bei zahlreichen anderen kunstgeschichtlichen Funden in Afghanistan ebenfalls der Fall war, gelangte die erste Kunde vom Minar-i Chakri zufällig durch britische Soldaten, die im 19. Jahrhundert auf Erkundungsgängen im Land unterwegs waren, in die westliche Altertumswissenschaft. Der britische Arzt J. G. Gerard, der von einer geheimen militärischen Mission nach Buchara zurückgekehrt war, veröffentlichte 1834 eine erste Notiz über die Säule, die er im Jahr zuvor gesehen hatte. In Kabul traf er auf James Lewis, einen Deserteur der britisch-indischen Armee, der unter anderem Münzen aus Raubgrabungen von Stupas sammelte und sich Charles Masson nannte. Da buddhistische Stambhas keine Reliktkammern enthalten, blieb dessen Suche hier erfolglos. Erst nach seiner Rückkehr 1841 nach London veröffentlichte Masson einen ausführlichen Bericht und die oben abgebildete Zeichnung über das „griechische Monument“. Der Rückzug der britischen Armee am Ende des Ersten Anglo-Afghanischen Krieges geschah 1842 unter großen Verlusten und führte auf dem Weg nach Dschalalabad an der Säule vorbei. Einige der Überlebenden berichteten später oder hinterließen Aufzeichnungen.
Diese beiläufig zustande gekommenen Veröffentlichungen veranlassten 1872 Alexander Cunningham, den ersten Direktor des Archaeological Survey of India, die Säule zu besichtigen und einen genauen Bericht anzufertigen. Er hielt das Denkmal nicht für griechisch, sondern datierte es in die Kushana-Zeit. Als wichtiges Element erkannte er, dass der Sockel ursprünglich abgestuft gewesen sein musste. Ende 1880 suchten hunderte britische Soldaten entlang des Bergpfads nach Aufständischen. Unter ihnen war auch der Zivilist J. Burke, der die erste bekannte Fotografie des Monuments anfertigte. Bei der Veröffentlichung des Fotos 1881 in der Regiments-Chronik wird die feste Vermörtelung der Schiefersteine erwähnt und das Alter grob auf 2000 bis 3000 Jahre geschätzt.
Mitte des 20. Jahrhunderts erfolgten genauere Untersuchungen. Aufgrund einer Empfehlung von Klaus Fischer, der 1955 eine Beschreibung lieferte, nahm zehn Jahre später der Architekt Christof Dorneich Messungen vor. 1974 und 1975/76 konnten afghanische und britische Restauratoren die um vier Grad nach Südost geneigte Schräglage der Säule durch Einbringen von Steinen und Beton im Sockelbereich stabilisieren. Die ursprüngliche Form des Sockels wiederherzustellen hätte einen zu großen Aufwand bedeutet, aber ein bis oben reichendes Eisengerüst erlaubte Restaurierungen am Schaft und eine detaillierte Bestandsaufnahme des gesamten Baukörpers.

## Bauform
Die Grundfläche des getreppten Sockels dürfte einst acht Meter im Quadrat betragen haben, selbst auf frühen Zeichnungen ist nur eine wesentlich schmalere abgerundete Sockelzone zu sehen. Die Länge des zylindrischen Säulenschafts betrug zwölf Meter. Die Schrägneigung von zwei Meter Abweichung von der Senkrechten lässt sich mit einer stärkeren Erosion der Fugen durch Wind und Regen von der Südseite erklären. Auf dem Schaft befand sich ein hohes, kompliziert gestaltetes Kapitell, dessen Form den monolithischen Steinsäulen König Ashokas im 3. Jahrhundert v. Chr. entsprach, die wiederum achämenidische Säulen von Persepolis zum Vorbild hatten. Das Motiv der gegeneinander angeordneten Halbkugelformen ist indischen Ursprungs, es findet sich an Sockelzonen von Buddha-Standbildern und symbolisiert einen Feueraltar. Hier wird es zum Indiz dafür, dass mit der Säule Buddha verehrt wurde. Zur Zeit der Kushanakönige war es üblich, mit dem Feuer den Kult iranischer Religionen zu pflegen und zugleich Buddha zu verehren. Ein Ort solch synkretistischer Glaubenspraxis war der Feuertempel Surkh Kotal. Es gibt Kushana-Münzen, die einen Feueraltar und auf der anderen Seite Buddha zeigen.
Das Mauerwerk wurde mit dem Gestein der Umgebung ausgeführt, das ist heller Granit und grüner Schiefer. Der äußere Rand war 30–50 Zentimeter dick und bestand aus sauber gefügten dünnen Lagen mit dunklem Schiefer, so dass nur wenig Mörtel benötigt wurde. In der Mitte wurden grobe Granitsteine und viel Mörtel aufgefüllt. Zur Verbindung von Innenfüllung und Außenrand wurden in unregelmäßigen Abständen helle Granitplatten eingelegt, die etwas hervorstanden und dem zylindrischen Schaft eine lebendige Oberfläche verliehen. Die Gestaltung der einstigen Maueroberfläche lässt sich nur noch durch Vergleiche erschließen, es blieben keine Spuren erhalten. Im Ort Mingaora, der im Swat-Tal im pakistanischen Khyber Pakhtunkhwa liegt, wurden in der Nähe von Stupas kleinere buddhistische Stambhas aus dem 1. Jahrhundert n. Chr. ausgegraben, die mit Stuck überzogen und reich verziert waren. Die Kapitelle in Persepolis hatten ebenfalls einen Überzug aus Stuck.

## Bedeutung
Der von der lokalen Bevölkerung früher gebrauchte Beiname „Alexander-Säule“ wird der Bedeutung nicht gerecht. Bereits James Fergusson lehnte 1855 den Bezug auf Alexander ab, bezeichnete die Säule als buddhistisch und datierte sie in das 3. oder 4. Jahrhundert n. Chr. Die Geister scheiden sich an den Schlussfolgerungen, die aus den beiden Namen gezogen werden, bezüglich des fehlenden Oberteils.

### Minar-i Chakri
Minar leitet sich her von Arabisch manara („Platz, der Licht gibt“, „Leuchtturm“) und ist verwandt mit Türkisch minarat und bezeichnet den Turm einer Moschee. Chakri entspricht Sanskrit Cakra, dem buddhistischen Rad der Lehre, das Buddha mit seiner Lehre (Dharma) in Bewegung gesetzt hat. Demzufolge hätte die Säule an ihrer Spitze ein Radsymbol tragen müssen, ein uraltes Symbol für den Sonnenwagen und den buddhistischen achtteiligen Pfad. Die Interpretation ist naheliegend, aber nicht zwingend.

### Minar-i Chakari
Das Wort Chakari könnte ein Eigenname sein, als Kurzform enthalten in Minareh Siah Chakari („der schwarze Stein von Chakari“). Chakari heißt ein südlich gelegenes Trockental und ein Dorf an dessen Ende. Für dieses Wort spricht, dass in islamischer Zeit sowohl die Kenntnis von der Bedeutung buddhistischer Bauwerke, als auch deren Namen verloren gegangen sind. Stuparuinen haben gewöhnlich Namen erhalten, die mit ihrer Umgebung zu tun haben. Folglich ist auch jeder andere obere Abschluss vorstellbar. – Die berühmte Ashoka-Säule von Sarnath ist von vier Löwen bekrönt (indisches Staatswappen). 
Durch die Zugangsmöglichkeit über das Gerüst wurden 1976 an der Spitze eine rechteckige Plattform entdeckt und möglicherweise die Reste eines hohen Schirmmastes, was den Ehrenschirmen (Chattravali) an der Spitze eines Stupa entsprechen würde und formal betrachtet der beste Abschluss wäre.

### Achse der Welt
Sollte die Säule für sich allein auf dem Berg errichtet worden sein, könnte sie zur Verewigung eines historischen Ereignisses gedient haben, jedoch lassen Reste in der Nähe ein noch nicht ausgegrabenes buddhistisches Kloster vermuten, in Sichtweite zur Klosteranlage um den Shewaki-Stupa im Kabultal. Im frühen Hinayana-Buddhismus wurde Buddha noch nicht figürlich dargestellt, ein Stambha wurde als anikonisches Bild des Erleuchteten verstanden. Als sich ab dem 2. Jahrhundert n. Chr. die Mahayana-Lehre auszubreiten begann, rückte der Stupa ins Zentrum der Klosteranlagen und Stambhas erhielten Nebenrollen am Rand.
Alexander Cunningham machte als erster auf den einst treppenförmigen Sockel aufmerksam und brachte diese Form mit Darstellungen auf indischen Basreliefs und Säulenbasen im nordindischen Mathura in Zusammenhang. Eine statische Funktion kann dieser Sockel auf dem felsigen Untergrund nicht gehabt haben. Dafür haben die Stufen eine wichtige symbolische Bedeutung, sie stehen für die Erhebung des Bauwerks aus der umgebenden Welt. In einem kosmogonischen Modell verkörpert die Säule die Weltachse, die sich auf dem Sockel als Urhügel im Mittelpunkt der Welt erhebt. Dieser über Asien hinaus verbreitete Mythos findet sich im biblischen „sie machten sich…Steinmale…auf allen hohen Hügeln“ (1. Könige 14,23) und reicht bis zur Tradition von Stufensockeln im mittelalterlichen Europa, auf denen Kultkreuze errichtet wurden. Damit wurde, 500 Jahre nach seiner Erleuchtung, Gautama Buddha im Zentrum der Welt mit einem weithin sichtbaren Minar auf dem Berg geehrt.